# Euclymene oerstedi
Euclymene oerstedi är en ringmaskart som först beskrevs av Claparede 1863.  I den svenska databasen Dyntaxa används istället namnet Euclymene oerstedii. Euclymene oerstedi ingår i släktet Euclymene och familjen Maldanidae. Arten är reproducerande i Sverige. Inga underarter finns listade i Catalogue of Life.